# Kostoľany pod Tribečom
Kostoľany pod Tribečom este o comună slovacă, aflată în districtul Zlaté Moravce din regiunea Nitra. Localitatea se află la altitudinea de 242 m deasupra n.m., se întinde pe o suprafață de 22,12 km2 și în 2017 număra 331 de locuitori.

## Istoric
Localitatea Kostoľany pod Tribečom este atestată documentar din 1113.

## Demografie
| An:                | 1994 | 2004    | 2014 | 2024   |
| ------------------ | ---- | ------- | ---- | ------ |
| Număr de persoane: | 412  | 349     | 349  | 335    |
| Diferență:         |      | −15,29% | +0%  | −4,01% |

| An:                | 2023 | 2024   |
| ------------------ | ---- | ------ |
| Număr de persoane: | 331  | 335    |
| Diferență:         |      | +1,20% |